# Bodhi Path
Bodhi Path (auf dt. „Pfad zum Erwachen“) ist eine internationale Organisation buddhistischer Zentren der Karma-Kagyü-Tradition des tibetischen Buddhismus, gegründet von Shamar Rinpoche, Mipham Chökyi Lodrö.

## Geschichte und Hintergrund
Ausgehend von Natural Bridge Virginia, entstanden Ende der 1990er-Jahre erste Bodhi Path-Zentren in Nordamerika, die von Künzig Shamar Rinpoche, Mipham Chökyi Lodrö, dem zweithöchsten Lehrer der Karma-Kagyü-Tradition, gegründet wurden. In der Folge entwickelte sich rasch ein internationales Netzwerk gemeinnütziger buddhistischer Gemeinschaften, das international gegenwärtig mehr als 35 Gruppen in Amerika, Asien, Australien und Europa umfasst. Das erste Bodhi Path-Zentrum in Deutschland entstand am 5. März 2006 in Renchen-Ulm bei Baden-Baden. Es war bis zum 2. Juli 2019 Mitglied der Deutschen Buddhistischen Union (DBU) und ist der Hauptsitz des Künzig Shamar Rinpoche, Mipham Chökyi Lodrö, in Europa. Darüber hinaus gibt es im deutschsprachigen Raum derzeit weitere Bodhi Path-Zentren in Bregenz, Dortmund, Düsseldorf, Fulda, Innsbruck, Karlsruhe, Kiel, Rostock und Zürich. Die Bodhi Path-Zentren sind Teil eines Netzwerkes von ca. 900 Karma-Kagyü-Zentren in 62 Ländern, die im Konflikt um die Nachfolge des 16. Karmapa den Karmapa-Kandidaten Trinle Thaye Dorje als Oberhaupt der Karma-Kagyü-Tradition anerkennen.

## Lehren
Bodhi Path-Zentren folgen einem von Shamar Rinpoche, Mipham Chökyi Lodrö dargelegtem Curriculum. Charakteristisch ist die Fokussierung auf einen westlich orientierten Laienbuddhismus mahāyānistischer Prägung, der den Anspruch erhebt Praktizierende systematisch und schrittweise an ausgewählte Praktiken des tibetischen Buddhismus heranzuführen. Entsprechend dem Curriculum wird zunächst das Vermeiden der zehn negativen Handlungen, das Entwickeln der Bodhisattva-Haltung von Liebe und Mitgefühl sowie Achtsamkeitsmeditationen betont. Im Vordergrund stehen dabei die von Gampopa vermittelten Kadam-Lehren des Atisha wie das 7-Punkte-Geistestraining. Der Unterricht in buddhistischer Philosophie und Meditation erfolgt durch tibetische und westliche Rinpoches, Khenpos und Lamas, vorwiegend aus der Karma-Kagyü-Tradition, die von Shamar Rinpoche, Mipham Chökyi Lodrö autorisiert wurden entsprechend seinem Curriculum der Bodhi Path-Zentren zu lehren.